# Израиль на летних Олимпийских играх 1992
Израиль принимал участие в Летних Олимпийских играх 1992 года в Барселоне (Испания) в десятый раз за свою историю, и завоевал одну бронзовую и одну серебряную медали — первые олимпийские медали в истории Израиля. Сборная страны состояла из 30 спортсменов (25 мужчин, 5 женщин), которые приняли участие в соревнованиях по лёгкой атлетике, тяжёлой атлетике, фехтованию, спортивной гимнастике, дзюдо, парусному спорту, стрельбе, плаванию, теннису и борьбе.

## Медалисты
| Медаль  | Имя             | Вид спорта | Дисциплина        |
| ------- | --------------- | ---------- | ----------------- |
| Серебро | Яэль Арад       | Дзюдо      | Женщины, до 61 кг |
| Бронза  | Шай-Орэн Смаджа | Дзюдо      | Мужчины, до 71 кг |